# Molophilus multicinctus
Molophilus multicinctus là một loài ruồi trong họ Limoniidae. Chúng phân bố ở miền Australasia.